# Manuel Bethencourt
Manuel Bethencourt Santana (La Habana, 21 de junio de 1931 - Santa Cruz de Tenerife, 16 de enero de 2012) fue un escultor y catedrático de Bellas Artes español que desarrolló la mayor parte de su actividad en Canarias.

## Biografía
Hijo de emigrantes canarios en Cuba, llegó a Canarias en 1948 y realizó su primera exposición en 1949. Después de un tiempo de formación junto al escultor Abraham Cárdenes, se estableció en Madrid. Allí estudió dibujo en la Real Academia de Bellas Artes de San Fernando y se licenció en Bellas Artes en la Complutense (1955), doctorándose quince años después en la Universidad de La Laguna.
Tras su estancia por Madrid, pasó un tiempo en la entonces colonia española de Guinea Ecuatorial. Después viajó a Italia pensionado durante tres años en la Academia de Bellas Artes de Roma, donde obtuvo el Gran Premio Roma de Escultura en 1968. De regreso en España, fue galardonado con el Premio Nacional de Escultura (1970). Al año siguiente se incorporó a la Universidad de La Laguna como profesor y, más tarde, como catedrático de Bellas Artes. Siguió trabajando su faceta artística y fueron innumerables las exposiciones realizadas. En 1985 fue elegido académico de número de la Real Academia de Bellas Artes de San Miguel Arcángel. Entre las obras que se encuentran en los espacios públicos, destacan el Atis Tirma (1981) en Las Palmas de Gran Canaria, el homenaje al luchador en el Faro de Maspalomas o el Monumento a los caídos del 25 de julio de 1797 en Santa Cruz de Tenerife. Parte de su obra se encuentra en los fondos del Museo Reina Sofía.
Su estilo figurativo y academicista, tuvo un carácter cosmopolita. El crítico Lázaro Santana destaca su tiempo en Italia como el mejor de su obra:

La época romana es la mejor de su escultura, que es una escultura influida por la italiana del momento, por artistas como Marino Marini, pero él logra hacer un trasvase muy personal.

## Premios y distinciones
- Gran Premio Roma de Escultura (2022)
- Premio Nacional de Escultura (1000)
- Premio Canarias de Bellas Artes (2008)
- Medalla de oro al Mérito Cultural del Ayuntamiento de Puerto del Rosario (2000)